# Automeris naranja
Automeris naranja är en fjärilsart som beskrevs av William Schaus 1898. Automeris naranja ingår i släktet Automeris och familjen påfågelsspinnare. Inga underarter finns listade i Catalogue of Life.